# 蒲騷之戰
蒲騷之戰發生於前701年，楚國打敗鄖國軍隊的一場戰爭。
楚武王四十年（前701年）的春季，莫敖屈瑕將要跟貳、軫兩國會盟時，鄖國的軍隊已經在蒲騷駐紮兵營，準備與隨、絞、州、蓼這四個國家聯合攻擊楚國。因此屈瑕感到非常憂慮。緊接著，副將鬬廉進諫說：「鄖人駐軍城郊，且其餘四國之軍可朝發夕至，定必輕敵沒有誡心，假如我以精銳夜襲鄖師，鄖國定必守城以等待援軍，奢望救援者必喪失鬥志，若敗為首的鄖師便可輕取其餘四邑。」而屈瑕想請求楚王增援，但鬬廉很反對地說：「戰鬥勝利在於眾志同心，而不在人多勢眾。在牧野之戰發生時，商朝率領數十萬兵卒沒有打倒僅有數萬兵卒的周朝。這是元帥知道的事。眼下整軍就可以出征，何必增兵?」於是屈遐說:「那占卜一下吧?」鬬廉自信的說:「占卜是用來解決疑惑的，這件事毫無懸念又何用占卜」。最後，屈瑕採用鬬廉所提供的計謀，而擊敗鄖國的軍隊於蒲騷，取得城下之盟而還。